# 小行星3637
小行星3637（英語：3637 O'Meara）是一颗围绕太阳公转的小行星。1984年10月23日，B. A. Skiff在可可尼诺县发现了此天体。
这颗小行星的绝对星等为69.38126等。